# Шок и Шер
«Шок и Шер» (каз. Шоқ пен Шер) — цветной советский детский художественный фильм, снятый режиссёром Канымбеком-Кано Касымбековым в 1972 году на киностудии Казахфильм.

## Сюжет
Фильм повествует о дружбе маленького мальчика Шера и жеребёнка Шока. Шер мечтает о жеребёнке и не позволяет старшему брату продать жеребую кобылу. Лошадь родила жеребёнка, которого назвали Шоком. Шер и Шок привязались друг к другу настолько, что не могли друг без друга жить. Но однажды Шер упал с лошади и попал в больницу, и пока он там лежал, старший брат продал Шока, а на вырученные деньги купил мотоцикл с коляской. Шер не мог пережить потерю друга и отправился на поиски Шока…

## В ролях
- Талгат Укимов — Шер (озвучивание — Мария Виноградова)
- Камбар Валиев — Галимжан
- Тамара Косубаева — мать Шера
- Гульзипа Сыздыкова — бабушка Галимжана
- Нурканат Жакыпбаев — Турсун, брат Шера
- Сералы Кожамкулов — сторож в саду (озвучивание — И. Рыжов)
- Мухтар Бахтыгереев — эпизод
- Танат Жайлибеков — эпизод
- Касым Жакибаев — эпизод
- Чапай Зулхашев — эпизод
- Гинаят Касымханов — эпизод
- Нуржуман Ихтымбаев— эпизод

## Съёмочная группа
- Режиссёр — Канымбек-Кано Касымбеков
- Сценарий — Сатыбалды Нарымбетов
- Главный оператор —Виктор Осенников
- Художник-постановщик — Виктор Леднев
- Композитор — Дунгенбай Ботбаев
- Звукооператор — З. Абикенова
- Второй режиссёр — К. Мергазиев
- Монтажёр — М. Добрянская
- Операторы — Е. Даулбаев, А. Нилов
- Художник-гримёр — В. Морякова
- Художник-декоратор — Р. Каримов
- Ассистенты режиссёра — И. Оспанов, В. Успанова
- Ассистенты оператора — А. Левкович, Г. Белянин
- Редактор — Г. Хоменчук
- Эстрадный оркестр Казахского телевидения и радио
- Дирижёр — А. Гурьянов
- Ансамбль казахских народных инструментов под управлением Б. Сарыбаева
- Художественный руководитель фильма — Г. Н. Чухрай
- Директор картины — Зет Башаев

## Награды
- Приз «Серебряная Нимфа» на Международном кинофестивале в Монте-Карло за лучший детский фильм в 1972 году.
- Фильм удостоен Приза Союза кинематографистов СССР на Всесоюзном кинофестивале телевизионных фильмов в Ташкенте в 1973 году.
- В 1974 году за фильм «Шок и Шер» режиссёр Канымбек-Кано Касымбеков был удостоен Премии Ленинского комсомола Казахстана.